# Morton (Band)
Morton ist eine österreichische Rockband.

## Bandgeschichte
Nachdem Gary Cope, der Sänger der Band Loud 9, die Zusammenarbeit aufgekündigt hatte, suchte sich der Gitarrist Zoltan Sebestyen einen neuen Partner. Im Jahr 2003 schloss er sich mit dem englischen Sänger und Musicaldarsteller Rob Fowler zusammen. Sie nannten sich Morton nach dem zweiten Vornamen von Fowler.
Ihre ersten Auftritte fanden im U4 statt. Später spielten Morton unter anderem auch beim Donauinselfest. In Österreich wurden sie 2006 durch die Coverversion des Oasis-Songs Stop Crying Your Heart Out und der Single Heaven bekannt.

## Diskografie

### Alben
- Pillowtalk (2006)

### Singles
- Stop Crying Your Heart Out (2006)
- Heaven (2006)
- Sorry (Whatever I Do) (2008)
- Started to Run (2008)
- Irish Girl (2009)